# 컴퓨터 그래픽스 메타파일
컴퓨터 그래픽스 메타파일(Computer Graphics Metafile)은 어떤 특정한 응용 시스템, 플랫폼, 장치 등으로부터 독립된 2D 그래픽 데이터의 교환을 제공한다. 메타파일은 다른 파일을 기술하거나 지정하는 정보를 포함하는 i.e 파일로 그래픽 정보 및 기하학적 원시성을 수용할 수 있다. 국제 표준 규격인 도형 핵심 시스템(GKS)으로 생성된 도형 데이터를 다른 기종 간에 교환하거나 재생하는 것을 목적으로 정의된 표준적인 파일 규격이다. ISO 8632로 지정되었다.